# Championnat d'Amérique centrale et des Caraïbes masculin de basket-ball des moins de 15 ans
Cet article traite de l'épreuve masculine. Pour la compétition féminine, voir Championnat d'Amérique centrale et des Caraïbes féminin de basket-ball des moins de 15 ans.
Le Championnat d’Amérique centrale et des Caraïbes masculin de basket-ball des moins de 15 ans est une compétition masculine de basket-ball qui oppose les meilleures sélections nationales d’Amérique centrale et des Caraïbes des joueurs de moins de 15 ans. Elle est organisée par la FIBA Amériques tous les 2 ans depuis 2011. Le titre de champion d'Amérique centrale et des Caraïbes se joue entre 8 sélections des différentes zones d'Amérique centrale, inluant aussi le Mexique, et des Caraïbes. Les trois premières équipes à l'issue de la compétition se qualifient directement pour le Championnat des Amériques masculin de basket-ball des moins de 16 ans pour ensuite tenter de se qualifier pour la Coupe du monde masculine de basket-ball des 17 ans et moins.

## Palmarès
| Édition | Année | Pays hôte                                     | Finale                                        | Finale                                        | Finale                                        | Petite finale                                 | Petite finale                                 | Petite finale                                 | MVP                                           |
| Édition | Année | Pays hôte                                     | Champion                                      | Score                                         | Deuxième                                      | Troisième                                     | Score                                         | Quatrième                                     | MVP                                           |
| ------- | ----- | --------------------------------------------- | --------------------------------------------- | --------------------------------------------- | --------------------------------------------- | --------------------------------------------- | --------------------------------------------- | --------------------------------------------- | --------------------------------------------- |
| 1re     | 2011  | Mexico                                        | Porto Rico                                    |                                               | Mexique                                       | Costa Rica                                    |                                               | Belize                                        | non mis en place                              |
| 2e      | 2012  | San Salvador                                  | Porto Rico (2)                                | 80–61                                         | Mexique                                       | Bahamas                                       | 63–47                                         | Guatemala                                     | non mis en place                              |
| 3e      | 2014  | Panama                                        | Mexique                                       | 61–58                                         | Porto Rico                                    | République dominicaine                        | 78–45                                         | Panama                                        | Salvador Martínez                             |
| 4e      | 2016  | Patillas                                      | Porto Rico (3)                                | 74–67                                         | République dominicaine                        | Mexique                                       | 100–46                                        | Panama                                        | Jermaine Miranda                              |
| 5e      | 2018  | Hermosillo                                    | République dominicaine                        |                                               | Mexique                                       | Porto Rico                                    |                                               | Panama                                        | Jean Montero                                  |
| 6e      | 2020  | Non joué en raison de la pandémie de Covid-19 | Non joué en raison de la pandémie de Covid-19 | Non joué en raison de la pandémie de Covid-19 | Non joué en raison de la pandémie de Covid-19 | Non joué en raison de la pandémie de Covid-19 | Non joué en raison de la pandémie de Covid-19 | Non joué en raison de la pandémie de Covid-19 | Non joué en raison de la pandémie de Covid-19 |
| 6e      | 2022  | Gurabo                                        | Porto Rico (4)                                |                                               | République dominicaine                        | Mexique                                       |                                               | Bahamas                                       | Felipe Quiñones                               |
| 7e      | 2024  | Ciudad Juárez                                 | Porto Rico (5)                                | 80–75                                         | Mexique                                       | République dominicaine                        | 88–63                                         | Panama                                        | Jeremy Willmore                               |

## Médailles par pays
Tableau actualisé après le championnat 2024.
| Rang | Nation                 | Or | Argent | Bronze | Total |
| ---- | ---------------------- | -- | ------ | ------ | ----- |
| 1    | Porto Rico             | 5  | 1      | 1      | 7     |
| 2    | Mexique                | 1  | 4      | 2      | 7     |
| 3    | République dominicaine | 1  | 2      | 2      | 5     |
| 4    | Costa Rica             | 0  | 0      | 1      | 1     |
| 4    | Bahamas                | 0  | 0      | 1      | 1     |

## Détail par pays
| Équipe                      | 2011 | 2012 | 2014 | 2016 | 2018 | 2022 | 2024 | Total |
| --------------------------- | ---- | ---- | ---- | ---- | ---- | ---- | ---- | ----- |
| Bahamas                     |      | 3e   | 6e   |      |      | 4e   |      | 3     |
| Barbade                     |      | 7e   |      |      |      |      |      | 1     |
| Belize                      | 4e   |      |      |      |      |      |      | 1     |
| Costa Rica                  | 3e   | 6e   | 7e   | 5e   | 5e   | 6e   | 5e   | 7     |
| Guatemala                   | 6e   | 4e   | 8e   |      |      |      |      | 3     |
| Guyana                      |      |      |      | 7e   |      |      |      | 1     |
| Îles Caïmans                |      | 8e   |      |      |      |      |      | 1     |
| Îles Turques-et-Caïques     |      |      |      |      |      | 5e   |      | 1     |
| Îles Vierges des États-Unis |      |      | 5e   |      |      |      | 7e   | 2     |
| Mexique                     | 2e   | 2e   | 1er  | 3e   | 2e   | 3e   | 2e   | 7     |
| Panama                      |      |      | 4e   | 4e   | 4e   |      | 4e   | 4     |
| Porto Rico                  | 1er  | 1er  | 2e   | 1er  | 3e   | 1er  | 1er  | 7     |
| République dominicaine      |      |      | 3e   | 2e   | 1er  | 2e   | 3e   | 5     |
| Salvador                    | 5e   | 5e   |      |      |      |      | 6e   | 3     |
| Trinité-et-Tobago           |      |      |      | 6e   |      |      |      | 1     |
| Total                       | 6    | 8    | 8    | 7    | 5    | 6    | 7    |       |

Légende : en gras le pays organisateur.